# ライジング・ハイ
ライジング・ハイ・レコード（Rising High Records）は、かつてイギリスに存在したレコードレーベル。1990年代初期を代表するテクノ・レーベルの一つであった。
1991年、カスパー・パウンド（Casper Pound）によって設立された。レーベル名はデ・ラ・ソウルの曲「3 Feet High & Rising」に由来する。1990年代初頭のトランスを中心にリリースしていた。また、「Chill Out or Die」シリーズで知られるアンビエントのアルバムもリリースしている。
レーベルのロゴマークのデザインが有名で、ロゴマークを用いたTシャツなどが多数作られた。
インターネットなど新しいメディアへの対応も早く、1994年時点でニュースグループにて「ライジング・ハイのオフィスは今やインターネットの中にある」と記述を残している。その後1995年にレーベルは活動を終了する。なお、設立者であるカスパー・パウンドは2004年4月30日に33歳で亡くなっている。
日本国内へは初期から輸入盤が入ってきていたが、1994年からソニー・ミュージックから多数のアルバムが日本盤でリリースされ、ワープ・レコーズ、R&Sレコーズと共にテクノ3大レーベルとして紹介された。また、1994年にはタンツムジークがアルバムをリリースしている。

## 主要アーチスト
- ミックスマスター・モリス (Mixmaster Morris)
- タンツムジーク